# Srdečný pozdrav ze zeměkoule
Srdečný pozdrav ze zeměkoule je česká filmová komedie z roku 1982 režiséra Oldřicha Lipského s Milanem Lasicou, Júliem Satinským a Jiřím Menzelem v hlavní roli. Jedná se o zjevnou parodii na sci-fi filmy. Ekologický podtext filmu je v tomto snímku zcela zjevný a zřejmý, divákovi je zde předkládán vtipnou, laskavou a humornou formou, hraný děj je zde doplněn kreslenými resp. animovanými sekvencemi Vladimíra Jiránka. Ačkoliv se jedná o sci-fi námět, hlavním tématem snímku jsou lidé, kteří prožívají československou socialistickou realitu 80. let 20. století.

## Děj
Dva mimozemšťané (Milan Lasica a Július Satinský), kteří jsou zde označeni pouze velkými písmeny "A" a "B", se vydávají na průzkum planety Země. Po Zemi cestují v přestrojení za obyčejné lidi. Jako první navštěvují tehdejší Československo a vydávají se na průzkum života obyčejného člověka, kterého jim vybral jejich počítač. Je jím vědec doktor Jánský (Jiří Menzel). Během své průzkumné mise zažívají mnohá dobrodružství a překvapení.

## Hrají
| Milan Lasica            | mimozemšťan A       |
| Július Satinský         | mimozemšťan B       |
| Jiří Menzel             | dr. Jánský          |
| Naďa Konvalinková       | Jiřinka             |
| Miloš Kopecký           | prof. Horowitz      |
| Luděk Sobota            | Vaněrka             |
| Jiří Lábus              | zřízenec rezervace  |
| Jana Břežková           | řidička             |
| Jaroslava Kretschmerová | závoznice           |
| Luděk Kopřiva           | prof. Janatka       |
| Karel Augusta           | ředitel ústavu      |
| Jiří Hálek              | vedoucí samoobsluhy |
| Vladimír Hlavatý        | předseda            |
| Jan Schmid              | psychiatr           |
| Vladimír Hrabánek       | mistr               |
| Jiří Kodet              | profesor Richardson |
| Vladimír Hrubý          | představitel OSN    |
| Mirko Musil             | vědec               |
| Jan Pohan               | vědec               |
| Jiří Lír                | profesor Miler      |
| Jaroslav Tomsa          | profesor Nowak      |
| Oldřich Velen           | muž se sklenkou     |
| Svatopluk Skládal       | hostinský           |
| Věra Koktová            | pokladní            |
| Jaromír Kučera          | silný kandidát      |
| Miroslav Homola         | obrýlený muž        |